# Церква Вознесіння Господнього (Вознесенське)
Церква Вознесіння Господнього — православна (УПЦ МП) церква у селі Вознесенське Броварському району Київської області; духовний осередок села. Має статус щойно виявленої пам'ятки архітектури. Яскравий зразок класицизму на Київщині.

## Архітектура
Церкву збудовано у формах зрілого класицизму. Храм хрещатий у плані, 4-стовпний, має центричну композицію. Церква однобанна, увінчана барабаном зі сферичною банею. Входи прикрашені 3-кутними фронтонами. По кутах храму розташовані 4 невеликих бані. Кути храму декоровано рустом. Церква цегляна, потинькована та пофарбована. Причому якщо стіни більшості храмів пофарбовані у білий колір, ця церква має нетипові кольори — поєднання зеленого та жовтого.

## Історія храму
Церкву, ймовірно, було збудована за типовим проектом храмів, розробленим видатним архітектором Джакомо Кваренгі. Фактично, храм у Вознесенськуому є копією збудованої раніше церкви Архистратига Михаїла у Мостищі (тепер Козелецький район, Чернігівська область) . У свою чергу, церква у Вознесенському теж має свою копію — це Свято-Миколаївська церква у селі Гостролуччя (відмінність лише у тому, що до церкви прибудовано довгу галерею, що сполучає храм із дзвіницею).
Церкву та цегляну дзвіницю біля неї було збудовано 1808 року коштом місцевого поміщика, секунд-майора Федора Григоровича Іваненка. Він походив із козацького старшинського роду.
1902 року до парафії храму належали села Вознесенське (тоді Попівка), Гречана Гребля, Пайки та хутір Бурти. Кількість парафіян складала близько 2 000 осіб. 1907 року храм було відремонтовано. Церква була «кам'яна, з окремою дзвіницею, холодна». Тобто, храм не опалювався. При церкві були «церковна сторожка, 2 будівлі для квартир причту».
До революційних подій 1917—1920 років у храмі служив священик Олександр Іоанович Тихонович, співслужив йому священик Федір Якович Клименко.
У радянський час храм було закрито, сам храм вцілів, але було зруйновано окремо розташовану цегляну дзвіницю. Лише наприкінці 1980-х-на початку 1990-х років храм повернули церкві. Його було відреставровано коштом місцевої православної громади. Замість знищеної поряд із храмом споруджено сучасну дзвіницю у зовсім іншому стилі.
Храм сьогодні перебуває у доброму стані, є діючим. Це сучасний духовний осередок села. Храм має дуже гарний церковний хор.